# Érase una vez... pero ya no
Érase una vez... pero ya no es una serie web musical española original de Netflix  que repasa algunos de los temas clásicos del pop español y latinoamericano y que apuesta por una reinvención de los cuentos de hadas. Está creada por Manolo Caro. Terminó de rodarse a comienzos de junio de 2021, y se estrenó el 11 de marzo de 2022.

## Reparto

### Reparto principal
- Sebastián Yatra como Diego / Maxi
- NIA como Ana / Juana
- Mónica Maranillo como Soledad / Goya
- Asier Etxeandia como Froilán / Antonio Gamero
- Mariana Treviño como Reina Dolores / Lola
- Mariola Fuentes como Reina Fátima / Simona
- Itziar Castro como Eloísa / Candela
- Julián Villagrán como Anselmo / Leo
- Daniela Vega como La Bruja / Enamora
- Rossy de Palma  como María / Mamén

### Reparto recurrente
- Eduardo Casanova como Taxista
- Juan Dávila como Guardia real / Policía
- Abdelatif Hwidar Guardia real / Policía
- Malcolm Treviño-Sitté

## Episodios
| N.º | Título                   | Fecha de lanzamiento original |
| --- | ------------------------ | ----------------------------- |
| 1   | «Si tú no vuelves»       | 11 de marzo de 2022           |
| 2   | «Irresponsables»         | 11 de marzo de 2022           |
| 3   | «Fuimos amor»            | 11 de marzo de 2022           |
| 4   | «Sobreviviré»            | 11 de marzo de 2022           |
| 5   | «Yo no soy esa»          | 11 de marzo de 2022           |
| 6   | «Vivimos siempre juntos» | 11 de marzo de 2022           |

## Producción

### Desarrollo
En noviembre de 2020 Netflix anunció la primera serie musical de la plataforma para España. Además, se anunció que Manolo Caro sería el creador y director de la serie, mientras que Lucas Vidal sería el productor musical. Por otro lado, la ficción es una producción de Noc Noc Cinema y cuenta la historia de dos amantes que fueron separados trágicamente y que deben encontrarse en otra vida para romper el hechizo que cayó sobre el excéntrico pueblo que habitan.

### Casting
La serie cuenta con un reparto internacional que está encabezado por el cantante y compositor colombiano Sebastián Yatra y las cantantes españolas, NIA y Mónica Maranillo. Completan el reparto Rossy de Palma, Asier Etxeandía, Mariola Fuentes, Itziar Castro, la actriz chilena Daniela Vega y la mexicana Mariana Treviño, entre otros.